# Verge de Covadonga
La Verge de Covadonga (en asturià) o Covadonga (en castellà), coneguda popularment com La Santina, és una imatge de la Mare de Déu que es troba en una cova a Covadonga, concejo de Cangues d'Onís, Principat d'Astúries. És la patrona d'Astúries i una de les set Patrones de les Comunitats Autònomes d'Espanya. La cova és un important centre de peregrinació mariana a Espanya.
Segons la tradició, la Mare de Déu va ajudar els cristians capitanejats per Don Pelayo, provocant un despreniment de roques en la coneguda com batalla de Covadonga, que va delmar l'exèrcit àrab. Aquesta victòria és llegendàriament considerada com l'inici de la Reconquesta i la reinstauració dels reis cristians a la Península.